# Автомобилист (стадион, Ногинск)
«Автомобилист» — футбольный стадион в Ногинске, Московская область, домашняя арена местного клуба «Знамя» в некоторые временные периоды. Открыт в 1926 году, вмещает 2000 зрителей.
В 2018—2019 годах на арене прошла капитальная реконструкция.

## История
Стадион «Автомобилист» в Ногинске был открыт в 1926 году.
При постройке стадион включал не только футбольное поле, но также и велотрек, легкоатлетические площадки, теннисные корты.

### Матч «Автомобилист» — «Спартак» (1997)
8 апреля 1997 года на стадионе состоялся матч 1/16 финала Кубка России между«Автомобилистом» Ногинск и «Спартаком» Москва (0:1), ознаменовавшийся столкновением ОМОНа и болельщиков «Спартака».

### Реконструкция
В 2018 году, к 100-летию стадиона, власти Ногинска приняли решение о начале его масштабной реконструкции. По результатам предшествующей проверки было установлено, что износ существующих трибун арены составляет 100%. Процесс реконструкции был официально завершен год спустя.
В ходе работ над трибунами был возведён навес из сборных металлоконструкций с облегчённым покрытием. Было построено сооружение для размещения СМИ, его оборудовали столиками с возможностью подключения к электропитанию, к телефонной и интернет-связи, запланирована организация 24 VIP-мест.
Территория стадиона была благоустроена: установлены игровые элементы, скамьи и урны. По периметру установлены заборы и шумозащитные экраны. Предусмотрено строительство сантехнических помещений, в том числе и специально оборудованных для лиц с ограниченными возможностями здоровья.
В подтрибунных помещениях при раздевалках организованы санузлы и душевые. До реконструкции в 2019 году табло на стадионе имело устаревшую конструкцию: для изменения счёта требовалось вручную переворачивать таблички с цифрам.